# Vettasjärvi (meer)
Het Vettasjärvi is een meer in Zweden, in de gemeente Gällivare. Het meer ligt ten noorden van het dorp Vettasjärvi met dezelfde naam en is zeven bij anderhalve kilometer.